# Kẽm thiocyanat
Kẽm thiocyanat (công thức hóa học: Zn(SCN)2, còn được gọi là kẽm isothiocyanat) là muối kẽm của ion thiocyanat.

## Điều chế
Nó thu được bằng cách trộn dung dịch kẽm sunfat và bari thiocyanat, sau đó lọc và làm bay hơi dung dịch.
{\displaystyle {\rm {\ ZnSO_{4}+Ba(SCN)_{2}\rightarrow BaSO_{4}\downarrow +Zn(SCN)_{2}}}}
Đihydrat của nó có thể thu được bằng cách cho kẽm nitrat và amoni thiocyanat phản ứng trong dung dịch nước. Thêm bari hydroxide sẽ làm giảm khả năng hòa tan của nó và hợp chất dễ dàng được kết tinh.
Zn(NO3)2 + 2NH4SCN + 2H2O → Zn(SCN)2(H2O)2 + 2NH4NO3

## Tính chất vật lý
Kẽm thiocyanat là chất rắn màu trắng, hút ẩm; nó hòa tan trong nước và etanol, dễ dàng hình thành ion {\displaystyle {\rm {\ Zn(NCS)_{4}^{2-}}}}.

## Sử dụng
Nó được sử dụng trong ngành dệt may dưới dạng một chất hỗ trợ trong quá trình nhuộm.

## Hợp chất khác
Zn(SCN)2 còn tạo một số hợp chất với NH3, như Zn(SCN)2·2NH3, Zn(SCN)2·4NH3 và Zn(SCN)2·6NH3 đều là tinh thể lớn màu vàng nhạt-trắng, có tính ổn định.
Zn(SCN)2 còn tạo một số hợp chất với N2H4, như Zn(SCN)2·2N2H4 là tinh thể màu trắng, bị phân hủy khi gặp nước nóng, tạo ra kẽm hydroxide. Nó ổn định khi khô, hòa tan trong dung dịch amonia và axit.
Zn(SCN)2 còn tạo một số hợp chất với CON4H6, như Zn(SCN)2·3CON4H6 là tinh thể trắng, nóng chảy ở 173–175 °C (343–347 °F; 446–448 K).
Zn(SCN)2 còn tạo một số hợp chất với CS(NH2)2, như Zn(SCN)2·2CS(NH2)2 là tinh thể hình kim nhỏ màu vàng.